# Хосе Комас Сола
Хосе́ Ко́мас Сола́ (кат. Josep Comas Solà; 19 грудня 1868, Барселона — 2 грудня 1937, Барселона) — іспанський каталонський астроном, член Барселонської королівської академії наук і мистецтв (1901).
Закінчив Барселонський університет. Керував будівництвом і оснащенням обсерваторії Фабра (поблизу Барселони), в 1904 очолив її.
Основні наукові роботи присвячені наглядовій астрономії. У 1885 опублікував результати своїх спостережень метеорних потоків Бієлід і Андромедід. У 1890 почав спостереження Марса, які продовжував під час всіх подальших протистоянь планети. У 1894 створив карту Марса. Успішно проводив також фізичні спостереження Юпітера, які згодом використовував А.С. Вільямс при побудові своєї теорії течій в атмосфері цієї планети. Вивчав Меркурій, Венеру, супутники Юпітера, підтвердив існування полярних білих плям у третього супутника Юпітера, Ганімеда. Першим прийшов до висновку, що на найбільшому супутнику Сатурна, Титані, може бути щільна атмосфера: у 1907 відмітив, що краї диска супутника темніші за центр, спостерігав світлі плями, що міняють форму і положення, і інтерпретував їх як хмари в атмосфері. Особливу відомість принесли Комасу Сола проведені ним дослідження комет. Відкрив дві комети, одна з яких періодична (1927 III, період дорівнює 8,5 років). Цю комету він також спостерігав повторно під час її повернення до Сонця в 1935. Розробив метод чисельного розрахунку збурень кометних орбіт. Відкрив 11 малих планет (зокрема Іспанію, Барселону, Альфонсину).
Низка робіт належить до сейсмології. Розробив метод розрахунку глибини епіцентру землетрусу, вивчав землетруси на півдні Франції, виверження Везувію в 1906. Проводив велику науково-популяризаторську роботу.
Заснував (1911) в Барселоні Астрономічне товариство Іспанії і Америки, що в наш час[коли?] існує під назвою Іспанське астрономічне товариство (SEA).
Премія ім. П.Ж.С.Жансена Французького астрономічного товариства (1905) і премія Барселонської королівської академії наук і мистецтв.
Ім'я Комаса Соли отримали два відкриті ним астероїда:
- 1102 Пепіта (від Pepito — неформального імені астронома)[5]
- 1655 Комас Сола

і комета:
- 32P/Комас Сола

## Виноски
1. ↑  https://web.archive.org/web/20180804201034/http://w151.bcn.cat/opac/doc?q=(++naixements++1868+)+&start=3&rows=1&sort=msstored_fld81%20asc
2. 1 2  Enciclopèdia de l'esport català — Grup Enciclopèdia, 2012.
3. 1 2  Diccionario biográfico español — Real Academia de la Historia, 2011.
4. ↑  Gran Enciclopèdia Catalana — Grup Enciclopèdia, 1968.
5. ↑  Lutz D. Schmadel, International Astronomical Union. Dictionary of minor planet names. Архів оригіналу за 16 січня 2014. Процитовано 10 березня 2010. 2003.